# Зарубинецкая культура
Зарубине́цкая культу́ра (зарубинецко-корчеватовская культура, культура полей погребений зарубинецкого типа) — археологическая культура, существовавшая с конца III века до н. э. по середину I века н. э. Позднейшие памятники, датированные второй половиной I века — II веком, выделяются в отдельный культурно-хронологический горизонт. Зарубинецкая культура названа по могильнику, находящемуся у бывшего села Зарубинцы Киевской губернии (ныне в Каневском районе Черкасской области Украины), раскопанному в 1899 году. Распространена на значительных территориях лесного и лесостепного Поднепровья. Учёными признаётся существенная или даже решающая роль зарубинецкой культуры в формировании раннеславянских культур.

## История исследования
Исследования зарубинецких памятников начались в 80-х годах XIX века с работ Ф. Каминского и А. Щербачева на Полтавщине. Позднее В. В. Хвойка открыл в Среднем Поднепровье три древних могильника, расположенные близ сёл Зарубинцы, Черняхов и Ромашки. В научной литературе за культурой людей, оставивших эти памятники, закрепилось название культуры «полей погребений» или «полей погребальных урн». В. В. Хвойка пришёл к выводу о разновременности найденных памятников, разнеся их на две группы — зарубинскую или зарубинецкую (раннюю) и черняховскую (более позднюю). К середине XX века исследователи стали рассматривать эти группы как две самостоятельные культуры.
После раскопок Корчеватовского могильника, проведённых в 1940-х годах И. М. Самойловским, сходные памятники стали именоваться зарубинецко-корчеватовскими или просто корчеватовскими. Исследования зарубинецкой культуры на Украине в послевоенные годы велись Т. С. Пассек, В. А. Богусевичем, В. И. Довженком, Н. В. Линкой, А. И. Тереножкиным, Д. Т. Березовцом и другими учёными. В 1950-х годах П. Н. Третьяков и Ю. В. Кухаренко обнаружили группу памятников, аналогичных зарубинецко-корчеватовским, в Верхнем Приднепровье и на Припяти. Ю. В. Кухаренко также отнёс к зарубинецкой культуре ряд памятников, обнаруженных ранее в Подляшье, а также в белорусском и украинском Полесье.
В дальнейшем зарубинецкие памятники на территории Беларуси изучались О. Н. Мельниковской, Л. Д. Поболем и К. В. Каспаровой. Значительные полевые работы, в ходе которых было открыто около 30 зарубинецких могильников (часть которых раскопана), развернулись в Среднем Поднепровье. Проводились масштабные исследования металлургического центра у села Лютеж, поселения Оболонь в черте Киева, городища Пилипенкова Гора в Каневе и иных памятников. В остальных регионах (на Верхней Десне, Южном Буге и др.) изучение памятников зарубинецкой культуры велось в меньших объёмах.
Интенсивные полевые исследования зарубинецких памятников продолжались до середины 1980-х годов. К этому времени общее число известных поселений и могильников превысило 500. На них было обнаружено более 1000 погребений и 200 жилищ. Последующие работы археологов, изучающих зарубинецкую культуру, сконцентрировались в лесостепном украинском Левобережье.

## Формирование
Первооткрыватель зарубинецких древностей В. В. Хвойка, стоявший на автохтонистских позициях, представлял следующим этапом их развития памятники черняховского типа. Хвойка полагал, что обе группы памятников были оставлены славянами, наследниками лесостепной скифской культуры, находившимися под латенским влиянием. По его мнению, славянскую принадлежность зарубинецких могильников доказывал присущий им обряд трупосожжения.
Ознакомившись с материалами из раскопок В. В. Хвойки, археолог А. А. Спицын высказал мнение о появлении памятников зарубинецкого типа в результате смешения местного скифского населения с пришлым народом бастарнов, принёсшим с собой латенские формы украшений, орудий труда и другие проявления культуры. На основании сходства материалов Зарубинецкого могильника с вещами из погребений на Нижней Висле, П. Райнеке счёл похороненных там людей восточными германцами, продвинувшимися на рубеже эр в сторону Чёрного моря. Подобных взглядов на происхождение носителей зарубинецкой культуры придерживались Г. Косинна, К. Такенберг, Э. Петерсен, Р. Штампфус и другие немецкие учёные, считавшие их бастарнами или скирами. Идею автохтонности зарубинецкой культуры развивали такие исследователи, как И. М. Самойловский, П. Д. Либеров, Б. Н. Граков, В. Г. Петренко и А. И. Тереножкин. Они видели в зарубинецких материалах продолжение традиций местного лесостепного населения эпохи поздней бронзы и скифских времён.
П. Н. Третьяков отметил разницу в системах расселения носителей зарубинецкой и скифской культур, а Л. Д. Поболь счёл сходство этих культур лишь свидетельством контактов зарубинецких племён со скифским миром. Он поддержал мнение В. Н. Даниленко о происхождении зарубинецкой культуры от подгорцевско-милоградской. Точка зрения Даниленко и Поболя была оспорена П. Н. Третьяковым и О. Н. Мельниковской, объяснившими наличие общих элементов в милоградской и зарубинецкой культурах ассимиляцией милоградского субстрата зарубинецким суперстратом. Оценки роли милоградской культуры в формировании зарубинецкой и их хронологическое соотношение остаются противоречивыми.
В 1960-х годах П. Н. Третьяков пришёл к заключению, что зарубинецкая культура представляет собой синтез архаических черт местной культуры скифской эпохи, восходящих к традициям более ранних чернолесской и белогрудовской культур, и привнесённых лужицко-поморскими племенами латенских и дакийских элементов. Несмотря на недоказанность ряда положений, взгляды П. Н. Третьякова на генезис зарубинецкой культуры обрели широкую поддержку в научных кругах.
Польский археолог Ю. Костшевский признавал зарождение зарубинецкой культуры результатом экспансии на восток носителей позднелужицкой и поморской культур, которые считал славянскими. Схожий взгляд на зарубинецкие памятники имел Ю. В. Кухаренко, отвергавший гипотезу об их связи с культурами скифского облика. В подтверждение своей позиции он приводил аналогии зарубинецким вещам из круга среднеевропейских культур, таких как поморская, лужицкая и культура подклёшевых погребений. Вслед за Кухаренко Д. А. Мачинский утверждал, что зарубинецкая культура представляет собой следующий этап развития поморской культуры. Он увязывал зарубинецкую культуру с древностями Повисленья, Побужья, Поднестровья и Силезии, полагая, что к её формированию привела не первая, а вторая волна переселения поморских племён, относящаяся ко II веку до н. э.
К. В. Каспарова, не отрицая поморского вклада в сложение зарубинецкой культуры, обратила внимание на его недостаточность для объяснения всей её специфики. Учёная отыскала аналогии некоторым материалам среди древностей губинской группы ясторфской культуры, а также указала на кельто-иллирийские истоки происхождения фибул зарубинецкого типа, подчеркнув роль носителей поянешти-лукашевской культуры в формировании зарубинецкой. Сходство лукашевских и зарубинецко-корчеватовских могильников отмечали Г. Б. Фёдоров и К. Такенберг, а Д. А. Мачинский даже считал поянешти-лукашевскую культуру составной частью зарубинецкой, её пруто-днестровским вариантом. М. Б. Щукин и В. Е. Ерёменко отмечали значительное влияние на зарубинецкую культуру ясторфской, ставшей проводником латенизации автохтонного населения Восточной Европы. В 1990-х годах «ясторфский след» признал Е. В. Максимов, до того видевший в зарубинецкой культуре наличие лишь позднелужицких и поморско-подклёшевых компонентов. Он счёл зарубинецкую культуру праславянской в своей основе, заметив, что элементы пришлых культур в каждом из регионов её распространения проявились по-своему. Схожее мнение о формировании зарубинецкой культуры высказал В. Д. Баран.
Славист В. В. Седов находил зарождение зарубинецкой культуры результатом взаимодействия пришлых племён с автохтонами: носителями милоградской культуры на севере и лесостепной скифской на юге. Главным внешним вкладом в культурогенез зарубинцев он считал поморский, а в 2000-х годах признал и ясторфское влияние. А. М. Обломский и А. А. Егорейченко также видят в формировании зарубинецкой культуры результат синтеза автохтонных культур Полесья и Поднепровья (в первую очередь, милоградской) и сторонней поморско-подклёшевой культуры. С. П. Пачкова указывает на признаки взаимодействия носителей зарубинецкой и пшеворской культур, зафиксированные археологами. Установлены факты продвижения пшеворских групп на Волынь, в Поднепровье, Подесенье и Посеймье, а зарубинецких — на юго-восток современной Польши.
Собранные к 1990-м годам сведения о генезисе зарубинецкой культуры изложил в одной из своих статей М. Б. Щукин:

«Во-первых, выясняется, что образованию зарубинецкой и родственной поянешть-лукашевской культур предшествовало проникновение населения губинской группы из междуречья Одера-Нейсе, группы, представляющей собой сплав поморской культуры Польши и ясторфской Германии. Ясторфские и губинские элементы обнаруживаются на ранних стадиях обеих культур. Выходцы с запада появляются в Северном Причерноморье на рубеже III—II вв. до н. э., как раз в то время, когда письменные источники фиксируют здесь появление „бастарнов-пришельцев“. В формировании новых культур могли принять участие и местные жители: носители поморской культуры в Западном Полесье, проникшие сюда несколько раньше, ещё в IV в. до н. э., милоградцы на Верхнем Днепре, скифское население Среднего Поднепровья, геты Молдовы, но все они, за исключением поморцев, не оказали существенного воздействия на облик вновь сформировавшихся общностей.
Во-вторых, носители формирующейся зарубинецкой культуры явно побывали на Балканах, потому что только там можно найти прототипы характерных „зарубинецких“ фибул. Носители зарубинецкой культуры, очевидно, были участниками бастарнских походов на Балканы в 179—168 гг. до н. э., достаточно подробно описанных Титом Ливием.

В-третьих, Страбон, описывая ситуацию в Причерноморье на рубеже II—I вв до н. э., то есть времени расцвета зарубинецкой и поянештской культур, размещает между Истром-Дунаем и Борисфеном-Днепром „в глубине материка“ две группировки бастарнов. Никаких других культурных общностей, которые могли лучше соответствовать бастарнам Страбона, кроме поянешть-лукашевской и зарубинецкой, пока не выявлено. Следует отметить к тому же, что обе вновь образовавшиеся культуры по своему облику и структуре очень близки культурам среднеевропейским. Они „мисочные“, у них разнообразная лощёно-хроповатая керамика, обилие фибул, большие могильники с трупосожжениями. Обе общности, наряду с пшеворской, оксывской и ясторфской, включающей в себя и губинскую группу, составляют единый круг культур „латенизированных“, находившихся под сильным культурным воздействием кельтов. По структуре они резко отличаются от местных „горшечных“ культур Восточной Европы — скифской, милоградской, юхновской, гетской».
М. А. Романовская, К. Годловский, С. П. Пачкова и ряд других исследователей настаивают на значительном отличии поянешти-лукашевской культуры от зарубинецкой. Ахеологические данные не подтверждают участие зарубинцев в бастарнских походах 179—168 годов до н. э. Носители зарубинецкой культуры с высокой вероятностью могли заимствовать характерный стиль фибул у поздних скифов Нижнего Поднестровья, подвергшихся кельскому влиянию.
Внутри зарубинецкой культуры наблюдаются серьёзные межрегиональные различия. Так, культура Среднего Поднепровья несёт скифский отпечаток, в зарубинецких памятниках Верхнего Поднепровья проявляются черты милоградской культуры, а вклад поморской культуры наиболее заметен в памятниках Полесья. В целом же зарубинецкая культура не является наследницей ни одной из предшествующих культур. По мнению С. П. Пачковой, она отражает собой общность трёх разных групп населения, только вступивших на путь культурной, политической, экономической и этнической интеграции.
Таким образом, в наши дни учёные полагают, что зарубинецкая культура сформировалась на основе традиций поморской и лесостепной скифской культур, а также ряда групп, связанных с ясторфской и другими культурами. Роль этих компонентов в локальных вариантах зарубинецкой культуры различна, а их соотношение продолжает быть дискуссионным. Даже исследователи, придающие большое значение местному субстрату в составе зарубинецкой культуры, указывают на важную роль в формировании последней миграционных процессов. С. П. Пачкова также придаёт им решающую роль в зарубинецком культурогенезе. В то же время она отмечает, что в сравнении с потоком мигрантов, излившимся в конце III века до н. э. из Центральной Европы в Карпато-Дунайский регион, число переселенцев в зарубинецком ареале было незначительным. А. И. Дробушевский отвергает возможность участия в формировании зарубинецких традиций древнегерманского (ясторфского) населения.

## Хронология
Хронология зарубинецкой культуры строится в первую очередь на основании находок импортных вещей. Хроноиндикаторами могильников обычно выступают фибулы, тогда как даты существования поселений определяются по встреченным на них фрагментам амфор. По мнению Е. В. Максимова, находки на городище Пилипенкова Гора амфор с клеймами свидетельствуют о складывании зарубинецкой культуры в 30-х — 20-х годах III века до н. э. Нижней датой зарубинецких могильников является рубеж III—II веков до н. э. или начало II века до н. э. По современным представлениям, все латенизованные культуры возникают в промежутке с 225 по 190 год до н. э. Расцвет зарубинецкой культуры приходится на середину II — I век до н. э. Учёными предложено несколько вариантов хронологического членения зарубинецкой культуры.
В 40-х и 50-х годах XX века на территории Киева и окрестностей был изучен ряд поселений и могильников зарубинецкого облика, датированных I—V веками н. э. Археолог В. Н. Даниленко назвал их «позднезарубинецкими памятниками киевского типа», решив, что именно они отражают один из этапов этногенеза славян. В наши дни памятники, подобные описанным Даниленко, принято делить на позднезарубинецкие I—II веков и киевские III—V веков. Как полагают А. М. Обломский и Р. В. Терпиловский, позднезарубинецкие памятники не составляют единой культуры, отражая собой ряд общностей, связанных лишь близостью происхождения. М. Б. Щукин предложил именовать памятники середины I — начала II века, занимающие обширные территории от верховьев Десны до верхнего Поднестровья (в том числе зубрицкую группу и могильники типа Звенигород-Гринев), постзарубинецкими или горизонтом Почеп-Лютеж-Рахны. С. В. Воронятов делит постзарубинецкие памятники на два горизонта: Рахны-Почеп (середина I — первая четверть II века) и Картамышево II (вторая половина — конец II века).
Исследователи установили, что в середине — третьей четверти I века зарубинецкая культура испытывает кризис, археологически выраженный в прекращении существования всех укреплённых поселений и могильников. Зарубинецкие племена распадаются на несколько локальных групп, разбросанных на значительной территории от Южного Буга до Оскола. Памятники этого этапа зачастую рассматривают как новое этнокультурное явление, отличное от предшествующих. Время функционирования позднезарубинецких поселений ограничивают рубежом II—III веков, когда их сменяют памятники культур позднеримской эпохи — черняховской и киевской. А. М. Обломский, Р. В. Терпиловский и другие исследователи считают позднезарубинецкие памятники самостоятельным культурным явлением, тогда как Е. В. Максимов, Л. А. Цындровская и С. П. Пачкова не находят нужным исключать памятники I—II веков из зарубинецкой культуры. М. Б. Щукин не считал это разделение принципиальным, хотя и склонялся к выделению постзарубинецких памятников в отдельную категорию.

## География распространения
Зарубинецкая культура распространена на пространствах Полесья и украинской лесостепи, от бассейна Припяти, Сожа и Десны на севере до Трубежа и Южного Буга на юге. Памятники зарубинецкого облика встречаются в бассейне Западного Буга, на Псле, Сейме и Орели.
Современные учёные выделяют четыре локальных варианта зарубинецкой культуры «классического» этапа (конца III века до н. э. — середины I века н. э.): полесский (припятско-полесский), среднеднепровский, верхнеднепровский и сейминский (памятники типа Харьевка). Е. В. Максимов делил ареал зарубинецкой культуры на пять регионов: Среднее Поднепровье (от устья Десны до Тясмина), Припятское Полесье (правый берег среднего течения Припяти, низовья Горыни и Стыри), Верхнее Поднепровье (юго-восток Беларуси), Верхнее Подесенье и среднее течение Южного Буга. В двух последних регионах известны только позднезарубинецкие памятники, относящиеся к типам Почеп-Синьково и Рахны. Памятники типа Харьевка на Сейме и типа Суботов на Тясмине Е. В. Максимов включал в среднеднепровский регион. А. К. Амброз рассматривал памятники Верхнего Подесенья, сочетающие зарубинецкие и юхновские признаки, как самостоятельное явление — почепскую культуру.
С. П. Пачкова выделяет в ареале зарубинецкой культуры вторичные зоны, отражающие процесс расселения её носителей. Результатом интеграции зарубинцев в другие культурные общности стало появление специфических памятников: почепской группы на Верхней Десне, типа Рахны на Южном Буге, зубрицкой группы в Западной Волыни и Верхнем Поднестровье, типа Картамышево-2 — Терновки-2 на востоке Днепровского левобережья и в бассейне Северского Донца.

## Поселения
Поселения зарубинецкой культуры обычно располагались «гнёздами», то есть компактными скоплениями (до двух десятков поселений и могильников в одном «гнезде»). Среди них выделяются укреплённые, остатками которых выступают городища. Они расположены преимущественно на мысах и останцах правого берега Днепра. Неукреплённые поселения бывали мысовыми или пойменными. Первые тяготели к возвышениям местности, вторые — к всхолмлениям в речных поймах и надпойменным террасам. Пойменный тип характерен для поселений бассейнов Припяти и Десны. Примерно на рубеже эр пойменные поселения распространяются в Поднепровье. Одни исследователи связывают изменения в системе расселения зарубинецких племён с внешней экспансией, другие — с изменениями климата, способствовавшими распаду зарубинецкой общности. По мнению С. П. Пачковой, главные причины освоения пойм заключаются в возросшей численности носителей зарубинецкой культуры, экстенсивных способах ведения ими хозяйства, а также в изменениях общественной структуры.

## Хозяйство

### Земледелие
Зарубинецкая культура носит ярко выраженный оседлый земледельческий характер. Основу хозяйства племён зарубинецкой культуры составляло подсечно-огневое и переложное земледелие с использованием деревянного рала без железного сошника. Для уборки урожая и покоса травы использовались короткие железные косы латенского типа и серпы с крючковым креплением. Найдены многочисленные каменные зернотёрки, изготовленные из крупных валунных камней. Носители зарубинецкой культуры культивировали просо, ячмень, пшеницу-двузернянку, о чём свидетельствуют находки обпаленных зёрен и многочисленные отпечатки на сосудах. Зерно хранили в керамических корчагах, употребляли каши, изготовленные из зерновых круп, а также хлебные лепёшки, изготовленные на керамических сковородах-лепёшницах. Из огородных культур были известны горох и репа. Выращивали коноплю и лён.

### Скотоводство
Значительную роль играло стойловое скотоводство. Носители зарубинецкой культуры разводили крупный и мелкий рогатый скот, свиней, лошадей. Особое место занимала свинья как источник мяса, поскольку её широкому разведению способствовали быстрота воспроизводства, неприхотливость пищи, выносливость этого животного, а также наличие обширных дубовых лесов в Поднепровье. Разведение крупного и мелкого рогатого скота обеспечивало местное население мясом, молоком, шерстью, кожей, костью, а также тягловой силой во время обработки полей. Для заготовки сена использовали всё те же железные косы латенского типа.

### Промыслы
На зарубинецких поселениях обнаружены кости собак, которые исполняли сторожевые и охотничьи функции. Практиковалась мясная и пушная охота. Зарубинцы охотились на кабана, оленя, лося, зубра, медведя, косулю, о чём свидетельствуют многочисленные остеологические материалы с поселений. Важное место занимала охота на пушного зверя, прежде всего бобра и куницу, шкурки которых по Днепру экспортировались преимущественно в античные колонии Северного Причерноморья.
Важное значение в хозяйстве зарубинецких племён занимала рыбная ловля, на что указывают многочисленные находки рыбьих костей и чешуи в жилищах и погребах. Рыбной ловле способствовала сама топография зарубинецких поселений, которые располагались по берегам крупных рек. Обнаружено большое количество железных рыболовных крючков, реже встречаются наконечники одношпильных острог. Рыбачили преимущественно на крупную рыбу — осетра, сома, судака. Крайне редкой находкой является лодка, выдолбленная из толстого ствола ивы.

### Ремесло
Носителям зарубинецкой культуры был хорошо известен сыродутный способ выплавки железа, а также различные приёмы обработки и изготовления различных предметов из металла. Железо получали путём плавки малонасыщенных болотных руд, которые были широко распространены в лесной и лесостепной полосе. Плавку металла осуществляли в глинобитных сыродутных горнах, куда непрерывно мехами через сопла нагнетался воздух. Мехи позволяли значительно повысить интенсивность горения в горне. Топливом служил древесный уголь. В результате многочасовой плавки получался небольшой слиток губчатого железа весом до 3 кг — крица, которая затем проковывалась для удаления ненужных шлаков. Железо выплавляли практически на каждом зарубинецком поселении, что подтверждается многочисленными находками шлаков. Существовали также и специализированные поселения металлургов, где добывали и обогащали железную руду, выжигали древесный уголь и плавили металл.
После процесса проковки приступали к обработке металла. В кузнечном ремесле использовали низкосортное кричное железо со значительной примесью шлака, хотя в южных районах Среднего Поднепровья употреблялась углеродистая сталь, которую получали методом цементации готовых изделий. Некоторые изделия из стали подвергались закалке. В обработке металла фиксируются латенские и скифские приёмы. Спектр изделий из железа и стали был достаточно широк.
Важное значение в ремесле зарубинецких племён занимала также и выплавка и обработка цветных металлов. Сырьё поступало в слитках преимущественно из античных колоний Северного Причерноморья, но использовался также и местный лом, который шёл на переплавку. Мастера-ювелиры работали непосредственно в своих жилищах. Выплавляли бронзу в тиглях на огне домашнего очага. Плавильные тигли представляли собой небольшие толстостенные круглодонные глиняные сосуды. Сами изделия изготавливались способом холодной обработки металла методом проковки, протяжки и чеканки, что свидетельствует о достаточно высоком уровне квалификации мастеров. Местные изделия из бронзы представлены преимущественно фибулами, шпильками, браслетами и кольцами.
Зарубинецкие ремесленники достигли сравнительно высокого уровня развития и в керамическом производстве. Изготовляли керамику преимущественно на ручном гончарном круге. Она делится по технологическим особенностям на два типа: груболепную и лощёную, поверхность которой заглаживалась до глянцевого блеска. Для лощёной посуды керамическое тесто готовилось с особой тщательностью. Его хорошо вымешивали, а в качестве примесей использовали песок, шамот, кварц или органику. После формовки сосуда на ручном гончарном круге приступали к её лощению при помощи костяных, глиняных и кожаных лощил, которые позволяли придать керамике блестящий полированный вид. Обжиг изготовленных форм происходил на открытом огне. Для получения чёрнолощёной посуды использовали метод обвара в мучном растворе. Для груболепной керамики использовали более грубое тесто с примесями песка или шамота. Гончарное производство зарубинецких племён не вышло за пределы домашнего ремесла.
Также население занималось изготовлением тканей, о чём свидетельствуют многочисленные находки глиняных ткацких грузил и пряслиц, а также широкое распространение фибул. Ткацкие станки вертикальной конструкции были достаточно простыми по устройству — грузила оттягивали нити основы вниз. Ткани изготавливали из льна, конопли, овечьей и козьей шерсти. Ремесленники занимались обработкой кож и меха, использовали различный костяной инструментарий, железные ножи, иглы и проколки. Из кости и рога изготовляли рукоятки ножей, проколки, из камня — точильные бруски, зернотёрки и литейные формы. Обрабатывали также дерево, которое широко применялось в строительстве и бытовых нуждах. Из него сооружали дома, изготовляли деревянные рала, ткацкие станки, рукоятки для различных орудий труда и т. п.

### Торговля
Торговые отношения зарубинецких племён были установлены преимущественно с северопричерноморскими античными колониями, а также с соседними племенами. Торговля носила меновой характер, хотя в античных центрах издавна существовало денежное обращение. Южный торговый путь шёл по Днепру, где оканчивался транзитными пунктами Малой Скифии. На территории позднескифских нижнеднепровских поселений и могильников фиксируется зарубинецкая чернолощёная керамика, что свидетельствует о прибывании зарубинецких торговцев. С севера на юг шли зарубинецкие товары — меха, шкуры, скот, мёд и воск, которые обменивали на вино и масло в амфорах, а также на продукты ремесленного производства. Тесные торговые отношения были установлены зарубинецкими племенами и с латенским миром. Латенский импорт представлен преимущественно фибулами, главным образом проволочными среднелатенского типа. На зарубинецких памятниках обнаружены также латенские кольца с шишечками, подвески-амулеты, перстни, шпоры, детали поясного набора, бронзовые сосуды, ситулы.

## Материальная культура

### Жилища
Зарубинецкие племена сооружали жилища различных конструкций. Вначале характерными являются ямы-погребы диаметром 0,8—1,5 м, шириной до метра, глубиной до полуметра. Впоследствии это наземные и углублённые в землю жилища (полуземлянки) квадратной либо прямоугольной формы и площадью в среднем 8—24 м². Стены жилищ длиной 3—4,5 м имели каркасно-столбовую конструкцию, то есть каркас изготовлялся из столбов, которые переплетались лозой, а затем обмазывались с обеих сторон толстым слоем глины. Возможно, стены белили. Крыши зарубинецких жилищ были двускатными. Для их изготовления использовали жерди, солому, камыш и глину. Для более северных поселений характерны срубные конструкции построек. Очаг размещался возле одной из стен или непосредственно возле жилища и представлял собой участок пола диаметром около 0,5 м, ограждённый невысокой каменной либо глиняной стеной. Рядом находились небольшая очажная яма. В тёплое время года огонь разводили в очагах с подами под открытым небом, которые были вымощены камнями или черепками, обмазаны глиной и располагались непосредственно возле самого жилища. Кроме жилищ, на зарубинецких поселениях исследованы многочисленные хозяйственные ямы цилиндрической либо колоколовидной формы и сложные подвалы с земляными сводами и ступеньками, которые также располагались рядом с постройками. Размеры жилищ и наличие очага свидетельствуют о том, что постройки предназначались для проживания большой семьи, которая вела самостоятельное придомное хозяйство.

### Керамика
Керамика зарубинецкой культуры лепная — без использования ножного гончарного круга. Её лепили из глины с примесью шамота, реже — мелкотолчёного камня. Производство керамики у зарубинецкой культуры так и не вышло за границы домашнего ремесла. Подразделяется на груболепную и лощёную, поверхность которой заглажена до глянцевого блеска. Цвет поверхности лощёных сосудов чёрный или коричневый, нелощёных — серый или светло-коричневый. Груболепная посуда использовалась для приготовления еды, хранения продуктов и жидкостей, а лощёная — исполняла функции столовой керамики. Именно лощёная посуда преобладает в материалах могильников, в отличие от поселений, где её количество не превышает десятой части от общего керамического комплекса. Посуду разделяют функционально на три типа: горшки, миски, кружки.
Часть зарубинецких груболепных горшков и корчаг орнаментирована пальцевыми защипами и насечками по краю венчика и так далее. Некоторые горшки имеют заглаженное или храповатое (складчатое) горло. По формам горшки и корчаги делятся на посудины с ребристым корпусом и округлобокие с более-менее крутым плечом, которые были более широко распространены. К груболепной посуде также относятся крышки для горшков, лепёшницы (диски), которые использовались как крышки или как сковородки. Чёрнолощёная посуда имела изысканные формы и блестящую поверхность, в связи с чем дополнительно практически не украшалась. Миски по количеству занимают второе место после горшков. Часть мисок сделана на кольцевом поддоне, но этот признак характерен в основном для посуды Полесья и Среднего Поднепровья, на Верхнем Днепре они единичны. Миски имели округлое или острое плечо, дно — плоское или с кольцевым поддоном. Зарубинецкие миски имеют либо округлые бока и не выделенный венчик, либо, наоборот, сильнопрофилированное ребристое тулово. Кружки представляют собой невысокие сосуды с ручкой. Они немногим уступают мискам по количеству. Другие категории столовой посуды были представлены в незначительном количестве. На поселениях Среднего Днепра и Сейма фиксируется присутствие импортной керамики — фрагменты эллинистических и раннеримских амфор.

### Орудия труда
Орудия труда представлены прежде всего железными ножами с горбатой или прямой спинкой. Первые являются более ранними. Длина лезвия составляла 10—15 см, а ширина 1,5—2,5 см. На черенки ножей набивались рукояти из дерева или кости. Малоизогнутые серпы с крючковым креплением имели длину лезвия в 12—18 см при ширине порядка 3,5 см. К крючку (шипу-отростку) крепилась деревянная рукоять. Для уборки урожая и покоса травы использовались короткие железные косы латенского типа, которые крепились к деревянной рукоятке при помощи кольца. Для обработки дерева применялись специальные топоры латенского типа с вертикальной втулкой, долота и зубила. Широко представлены и другие орудия труда и предметы быта: массивные рыболовные крючки, одношипные остроги, изогнутые бритвы, железные иглы и шилья. Из глины изготовляли пряслица, грузила для ткацких станков, литейные формы и тигли. Из камня — точильные бруски и зернотёрки.

### Оружие
Обнаружено довольно мало оружия и деталей снаряжения всадников. Среди оружия преобладают небольшие железные втульчатые наконечники копий листовидной, ромбической или стреловидной формы. В ряде зарубинецких поселений обнаружено небольшое количество бронзовых позднескифских и железных сарматских наконечников стрел. Во время раскопок были также найдены каменные и глиняные шары диаметром 3—4 см, которые являлись снарядами для метательных орудий типа пращи. По материалам вооружения чётко фиксируются влияния латенских и сарматских традиций.
На одном из могильников зарубинецкой культуры вместе с черепом коня были обнаружены удила. Известны также единичные находки бронзовой и железной шпор.

### Украшения и одежда
Среди украшений и деталей одежды, которые в большинстве случаев найдены в погребениях, численно преобладают железные и бронзовые фибулы, которых для зарубинецкой культуры насчитывается на данный момент более шести сотен. Многие фибулы местного производства. Выплавляли их из привозной бронзы, а затем при помощи протяжки и чеканки изготовляли из цельного куска проволоки. Фиксируются также импортные среднелатенские, провинциально-римские и причерноморские фибулы, которые поступали из Юго-Западной Европы и периферии античного мира. В зависимости от устройства и внешнего облика фибулы разделяют на несколько типов. Большая их часть представлена фибулами латенской конструкции, остальные — провинциально-римские, причерноморские, подвязные, глазчатые и др. Фибулы местного производства отличаются наличием треугольного щитка различной величины, который продолжает ножку.
Булавки зарубинецкой культуры имели в длину 15—30 см и имели спиралевидные, гвоздевидные или ушковидные головки. Единичными экземплярами являются двухигольные булавки с волнообразной перемычной. Все типы зарубинецких булавок находят аналогии в материалах скифского времени.
Зарубинецкие серьги представляли собой округлые дужки из бронзы либо серебряной проволоки, иногда обмотанной бронзовой спиралью, концы которых соединялись простым замком. Аналогии этим серьгам находят в Северном Причерноморье, откуда они и приходят к населению зарубинецкой культуры.
Достаточно широко были распространены бронзовые подвески трапециевидной формы, которые изготовлялись из тонких пластинок длиной в 2—6 см с небольшим отверстием для подвешивания. Они орнаментировались всевозможными линиями, фигурами из линий и точек, вдавлениями и т. п. Реже встречаются подвески в виде блях или лунниц. Известны бронзовые спирали, сделанные из круглой или гранёной проволоки. В центре спирали крепились бусина или пластина. Такие спирали носились как украшение на шее в виде гривны.
Украшения рук представлены спиралевидными и проволочными браслетами из железа и бронзы. Их разделяют на одновитковые с концами различной формы, которые заходят друг за друга или прикреплены к корпусу, а также спиральные многовитковые с нескреплёнными концами различной формы. Кольца повторяют формы браслетов, и изготовлялись они подобно браслетам из круглой, четырёхугольной, многогранной и ложновитой в сечении проволоки.
Для зарубинецкой культуры известны стеклянные, пастовые и бронзовые бусины. Стеклянные бусины имеют малые размеры и являются наиболее массовыми предметами античного импорта. Представлены круглой, цилиндрической, дисковидной, реже — сдвоенной и строенной формами. В основном стеклянные бусы имеют синий, зелёный, жёлтый или позолоченный цвета. Пастовые бусины имеют больший размер и представлены синим или жёлтым цветом с цветными вкраплениями, иногда на них присутствуют различные цветные пятна и полоски. Известны также и бронзовые бусины (пронизи), которые входили в стандартный набор ожерелья наряду со стеклянными. Изготовлялись из тонких бронзовых пластин, которые сворачивались в небольшие цилиндры длинной до 4 см. В состав ожерелий входили также глиняные бусы местного производства. По мнению ряда исследователей, стеклянные бусины относятся преимущественно к I в. н. э., а пастовые к III—II вв. до н. э.

### Погребения
Погребальные памятники представлены грунтовыми могильниками. Располагаются в большинстве случаев рядом с синхронным им поселением и в тех же топографических условиях. Наиболее изученные могильники — Чаплинский на правом берегу Днепра между устьями Березины и Сожа (282 могилы), Велемичи 1 и 2, Отвержичи, Воронино, Юрковичи, Корчеватое, Пироговский, Вишенки и Дедов Шпиль. Практически все зарубинецкие погребения представлены трупосожжениями, совершёнными на стороне, то есть за пределами могилы. Ориентировка безурновых могил зависит от направления берега реки — Среднем Поднепровье они располагаются перпендикулярно к реке, а в Верхнем Поднепровье (Чаплинский могильник) — параллельно берегу реки. Каждому из локальных вариантов культуры характерны свои собственные черты погребального обряда. Выделяют несколько типов погребального обряда: трупосожжения на стороне с помещением остатков кремации и погребального инвентаря на дно могильной ямы; остатки трупосожжений, помещённые в глиняные сосуды-урны; смешанные трупосожжения, когда остатки кремации помещались в сосуде-урне и рядом с ней; единичные трупоположения; могилы-кенотафы, в которых нет останков человека, но присутствует погребальный инвентарь. Могильные ямы, как правило, неглубокие — 0,5—0,7 м глубиной, овальной или прямоугольной формы. Рядом с могилой иногда фиксируются столбовые ямки, которые указывают на то, что в древности над могилами существовали какие-то опознавательные знаки. Погребения содержат сравнительно однообразный и небогатый погребальный инвентарь. Вместе с покойным клали бытовую чернолощёную посуду — горшок, миску и кружку — либо вариации этого набора. Значительно реже присутствуют детали одежды, украшения, орудия труда и оружие. Фиксируются кости домашних животных — остатки мясной пищи.

## Этническая принадлежность
Высказывались гипотезы о принадлежности зарубинецкой культуры славянам, германцам, балтам или бастарнам. М. Б. Щукин допускает, что носители постзарубинецких традиций I—II веков упомянуты у Тацита под именем венетов, «бродящих ради грабежа между бастарнами и феннами». Того же мнения придерживаются А. М. Обломский и Р. В. Терпиловский.
По мнению Д. А. Мачинского, этноним «славяне» зародился в зоне взаимодействия носителей зарубинецкой культуры и культуры поздней штрихованной керамики. Он считал сомнительной венетскую атрибуцию зарубинцев и отождествлял последних с бастарнами, поскольку включал «бастарнскую» поянешти-лукашевскую культуру в состав зарубинецкой. Как полагает С. Е. Рассадин, славянская общность сложилась вследствие контактов германоязычных венетов (бастарнов), оставивших после себя памятники типа Горошков-Чаплин, с днепровскими балтами — носителями юхновской культуры. Отражением этого взаимодействия, с его точки зрения, стало возникновение киевской культуры. А. М. Обломский и Р. В. Терпиловский считают атрибуцию носителей зарубинецкой культуры как бастарнов малообоснованной, а А. И. Дробушевский — однозначно ошибочной.
Близость позднезарубинецких памятников Поднепровья и Подесенья киевской культуре III—V веков и культурам раннесредневековых славян V—VII веков — пеньковской и колочинской — даёт возможность считать зарубинцев праславянами. М. Ю. Брайчевский, В. Н. Даниленко, Б. А. Рыбаков и П. Н. Третьяков считали зарубинецкую культуру непосредственно славянской. В. П. Петров полагал, что утверждения о славянской идентичности носителей зарубинецкой культуры неправомерны. Усматривая в этой культуре скифскую основу, он считал, что язык зарубинцев модернизировался в сторону «славянизации», постепенно теряя балто-иранскую окраску. В. Н. Топоров, опираясь на мнения археологов В. В. Седова и А. Г. Митрофанова, видел в зарубинцах западнобалтийские племена.
Исследователи отмечают, что для каждого из локальных вариантов зарубинецкой культуры был характерен свой этнический состав. Так, население Полесского региона и Верхнего Поднепровья постепенно смешивалось с балтскими племенами, а Среднего Днепра — с пшеворскими, а также вобрало в себя некоторые балтские и сарматские элементы.

## Историческая судьба
В третьей четверти I века зарубинецкая культура претерпела кризисные изменения, приведшие к её распаду. Это выразилось в прекращении захоронений во всех могильниках и оставлении жителями ряда поселений Поднепровья, а также в изменении схемы расселения (массовый исход в поймы). Носители зарубинецких традиций мигрировали в различных направлениях: от Западного Буга до верховьев Десны и Северского Донца. В числе возможных причин кризиса называют сарматское вторжение в Среднее Поднепровье и экологические процессы. Считается, что на зарубинцев повлияло общее снижение влажности в Восточной Европе, приведшее к необходимости поисков новых земель и переменам в хозяйственной деятельности.

### Позднезарубинецкие группы
Позднезарубинецкие памятники (I—II веков н. э.) разделяются на несколько локальных групп. Как правило, они расположены за пределами основного ареала зарубинецкой культуры «классического» этапа. Зачастую они соединяют в себе черты зарубинецкой и других культур (юхновской, пшеворской).
Группа памятников типа Марьяновки (другое название — Рахны) находится в лесостепной части бассейна Южного Буга. От ареала памятников типа Лютеж, расположенного в Среднем Поднепровье, её отделяет полоса синхронных сарматских погребений. Керамический комплекс южнобугских памятников отражает наличие среди оставившего их населения выходцев из позднескифской и сарматской среды. Вероятно, прекращение существования памятников типа Марьяновки было вызвано нашествием готов конца II — начала III века.
Памятники типа Лютеж распространены в Поднепровье от среднего течения Тетерева на севере до широты устья Сулы на юге. Одно поселение этого круга находится на берегу Ворсклицы. Датируются подобные памятники I—II веками. Доказана их прямая преемственность по отношению к «классической» зарубинецкой культуре. Почти не отличаются от «классических» позднезарубинецкие памятники типа Ивковцы, расположенные в бассейне Тясмина.
Памятники типа Грини не образуют компактного скопления, будучи разнесены на значительные расстояния. Известны они в устье Тетерева, на левобережье Днепра в районе Канева, в низовьях Снова, близ Шестовицы на Десне и в других местах. Их узкая датировка ограничивается второй половиной II века. Носители позднезарубинецких традиций, оставившие памятники типа Гриней, поучаствовали в формировании киевской культуры.
Группа памятников типа Почеп, соответствующая третьему этапу почепской культуры (по А. К. Амброзу), занимает Среднее и Верхнее Подесенье, включая берега Судости, Неруссы и Навли. Она сформировалась не ранее середины I века вследствие взаимодействия носителей зарубинецкой и юхновской традиций. Почепские памятники сменяются древностями деснинского варианта киевской культуры, однако датировка этого процесса не определена.
Памятники типа Картамышево-2 локализуются в верхнем и среднем течениях Сулы, Ворсклы и Орели, а также в Посеймье. Близкие по керамическому набору памятники типа Терновки-2 выявлены в лесостепной части бассейна Северского Донца и в поречье Оскола. Поселения этих групп возникли вследствие миграции обитателей Среднего Поднепровья на восток. Своеобразие древностям картамышевской группы придают некоторые пшеворские элементы. На рубеже II—III веков традиции картамышевской и терновской групп перерастают в сейминско-донецкий вариант киевской культуры.
В 1980-х годах А. М. Обломский выделил группу зарубинецких памятников, расположенную в Нижнем Посожье и Приднепровье, назвав её Кистени-Чечерск или чечерской группой. Он предположил, что памятники этой группы развились из локального варианта «классической» зарубинецкой культуры (памятников типа Горошков-Чаплин) под влиянием культуры штрихованной керамики. Памятники типа Кистени-Чечерск прекратили существование не позднее середины — третьей четверти I века. Установлено, что носители традиций чечерской группы сыграли важную роль в формировании древностей типа Церковища (среднетушемлянского типа днепро-двинской культуры) в Смоленском Поднепровье. Их потомки, мигрировавшие в Среднее Поднепровье, Подесенье и на левобережье Днепра, оставили после себя памятники типа Грини. По мнению А. И. Дробушевского, следующей эволюционной ступенью традиций типа Кистени-Чечерск в бассейне Припяти стали позднезарубинецкие памятники типа Симоновичи, перерастающие в древности киевской культуры типа Абидни. В бассейне Припяти выявлены также позднезарубинецкие памятники типа Курадово, наследующие традиции полесского варианта зарубинецкой культуры. Возможно, развитие именно этой группы привело к формированию пражской культуры.
К 1980-м годам относится выявление памятников зубрецкой культуры, оставленных носителями традиций восточных групп пшеворской культуры и отчасти зарубинецкой. Отмечается наличие элементов, свидетельствующих о связях с культурами штрихованной керамики и липицкой, а также группами даков. В конце II — III веке зубрецкая культура на Волыни сменяется вельбарской. Носители зубрецких традиций оставили после себя памятники, характерные для верхне- и среднеднестровских групп черняховской культуры (типа Черепин-Теремцы). Одни исследователи связывают их с истоками пражской культуры, другие — с субстратными группами, поглощёнными новыми волнами славян, пришедшими с севера в эпоху Великого переселения народов.
В 1990-х годах была выделена группа позднезарубинецких памятников на Хопре. Появление здесь выходцев с востока Днепровского Левобережья и из бассейна Северского Донца датируется серединой I — II веком. На основе их традиций постепенно сложился локальный вариант киевской культуры. Исследователи отмечали также сходство именьковской культуры Среднего Поволжья и Приуралья с зарубинецкой и киевской культурами. В 2000-х годах был выделен средневолжский вариант киевской культуры (памятники типа Сиделькино-Тимяшево), до того принимаемый за именьковские древности. Согласно современным представлениям, именьковская культура была полиэтничной, включающей ираноязычные, праславянские и финно-угорские компоненты. Археологами прослеживаются параллели именьковской культуры с позднесарматской, бакальской, караякуповской и множеством других традиций.

## Галерея
- Керамика зарубинецкой культуры.  Из коллекций Винницкого областного краеведческого музея